# Toron
Toron (ook Qal′at Tibnin of Tebnine genaamd) is een voormalige kruisvaardersburcht in het zuiden van Libanon, op de weg van Tyrus naar Damascus.
De burcht was het middelpunt van de heerlijkheid Toron, een leen van het koninkrijk Jeruzalem en een onderleen van het vorstendom Galilea. De burcht werd in 1105 gebouwd onder leiding van Hugo van Falkenberg, maar die overleed in 1107. De jaren erop werd de burcht gebruikt als schuilplaats voor rondtrekkende pelgrims. In 1109 werd Humpfrey I van Toron benoemd tot heer van Galilea; zijn opvolgers, Humpfrey II en Humpfrey IV, hadden het ook in hun bezit, tot in 1187 wanneer het koninkrijk Jeruzalem een grote nederlaag leed in de Slag bij Hattin, waarna ook Toron werd veroverd door de Ajjoebiden onder leiding van Saladin.
In 1197 werd Toron veroverd door Duitse kruisridders, die de moslims wisten te verjagen. Maar de moslims die gevlucht waren verbleven in de bergen, wachtend op hulp uit Egypte. De Europeanen werden alsnog verslagen.

## Heren van Toron
- Hugo van Falkenberg (1105–1107)
- Humpfrey I van Toron (1109–na 1136)
- Humpfrey II van Toron (1137–1179) 
  - (Humphrey III van Toron (overleed voor zijn vader)
- Humpfrey IV van Toron (1179–1183)

koninklijk domein (1183–1187) 
- Humpfrey IV (gerestaureerd) (1190 – c. 1192) 
  - Stephanie van Milly, moeder van Humpfrey zou tussen 1192 & 1197 de bezitting van Toron hebben gehad
- Isabella van Toron (1197 - 1229)

ingenomen door de moslims tot 1229, titel werd niet gebruikt.
- Alice van Armenië (1229– 1236), nicht van Humpfrey IV
- Maria van Antioch-Armenië (na 1236–1239), kleindochter van Alice, ingenomen door de moslims van 1239 tot 1241
- Filips I van Montfort (1241– voor 1257)
- Jan van Montfort (voor 1257–1283); heer van Tyrus; hij verloor dit in 1266
- Humphrey van Montfort (1283–1284), heer van Beiroet, heer van Tyrus
- Amaury van Montfort (1284–1304)
- Rupen van Montfort (1304–1313), heer van Beiroet
- Humphrey van Montfort (d. 1326), constable van Cyprus, titulair heer van Beiroet
- Eschiva van Montfort (voor 1350), vrouw van Peter I van Cyprus titulair heer van Beiroet